# Limalama
Limalama je polynéské umění sebeobrany, které vytvořil a založil Tu'umamao „Tino“ Tuiolosega (1931–2011). Tuiolosega vytvořil slovo "Limalama" jako kontaminaci odvozenou od samojských slov lima (ruka) a malamalama (porozumění). Tuiolosega definoval smysl limalamu jako „poznání a porozumění“ a přeložil ji jako „ruku moudrosti“.

## Historie
Jako mladý se Tuiolosega učil polynéské taneční pohyby a techniky, které se naučil od svého otce a strýce. Tuiolosega si všiml, že některé pohyby těchto tanců zahrnují i úderné techniky, založené na tradičním tanci Samoanů. V polovině padesátých let dvacátého století tak vyvinul vlastní techniky a bojové formy, které vsadil do jím vytvořeného bojového umění, které nazval „limalama“. Představil ho na Havaji a později založil komerční školy v Kalifornii. Je celosvětově uznáván jako zakladatel limalamy a velmistr tohoto stylu

## Techniky
Limalama je systém sebeobrany, který se skládá z především kruhových pohybů a pohybů se specifickou soustavou technik a forem. Vyznačuje se plynulými pohyby podobnými tanci. Využívá také držení a podmetů, boj s noži a holemi a kopání.
Techniky limalamy se klasifikují do třinácti kategorií:
1. Afikau, taneční tradice
2. Manifoe, manipulace s rovnováhou a těžištěm
3. Fa'aelise, fyzický pohyb a koordinace
4. Fa'ako'elau , zápas
5. Faufusu, údery rukou
6. Lua'aga, tlakové body
7. Milosia, kruhové pohyby
8. Pepelu ma Pega, práce s noži
9. Uma Ma Kaupi'I , držení a podmety
10. Vaeka ma Kavae, kopy
11. Ti'apega ma Lo'u, techniky tyčemi
12. Tal'amoa, kombinace
13. Upaga ma Lo'ulo'uga, pasti a zámky

## Zakladatel
Zakladatel limalamy, Tu'umamao "Tino" Tuiolosega, byl členem samojské královské rodiny, syna krále Ofu-Olosega. V mládí trénoval aikido, šaolinské kung fu, judo, box, chung-ťia a další bojová umění a jeho otec a strýc ho cvičili v tradičním polynéském boji. Byl amatérským boxerem, přičemž bojoval ve více než 100 zápasech. Během padesátých let sloužil v americké armádě a účastnil se vylodění v Inčchonu.